# Canthon forreri
Canthon forreri là một loài bọ cánh cứng trong họ Bọ hung (Scarabaeidae).